# バートル・ホンタイジ
バートル・ホンタイジ（モンゴル語：Баатар хунтайж、? - 1653年）は、オイラト部族連合に属すジュンガル部（ジュンガル・ホンタイジ国、英: Zunghar Khanate）の第2代部族長、および初代ホンタイジ。ハラフラの子。

## 生涯
1636年、オイラト部族連合のホシュート部長トゥルバイフはゲルク派の要請で青海遠征を行い、翌年（1637年）チョクト・ホンタイジを殲滅し、ダライ・ラマ5世から「持教法王」の称号を授かり、グーシ・ノミーン・ハーン（国師法王）となった。グーシ・ハーンはこの遠征に同行したジューンガル部長に「バートル・ホンタイジ（勇敢な副王）」の称号を授け、自分の娘と結婚させてジュンガル盆地の故地に帰した。こうしてバートル・ホンタイジは中央アジアのオイラト諸部の盟主となり、ロシア帝国と盛んに使節を交換し、交易を行った。
1653年、バートル・ホンタイジが死去し、グーシ・ハーンの娘から生まれたセンゲが父の領民の半分を相続して後継者となった。

## 子
バートル・ホンタイジには9人の妻と12人の息子と2人の娘がおり、後に部族長となるセンゲとガルダンの兄弟には何人もの異母兄がいた。
- センゲ（英語版）
- ガルダン・ハーン

## 参考資料
- 宮脇淳子『モンゴルの歴史 遊牧民の誕生からモンゴル国まで』（刀水書房、2002年、ISBN 4887082444）